# ژونگتنگ، گوانگدونگ

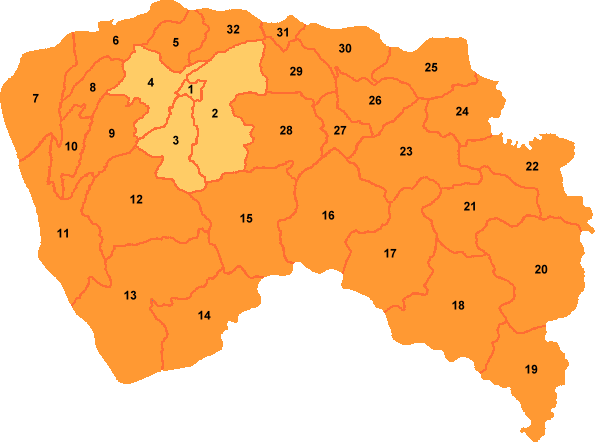
این تصویر از ژونگتنگ، گوانگدونگ است

ژونگتنگ، گوانگدونگ (به لاتین: Zhongtang) یک شهرک در جمهوری خلق چین است که در دونگوان واقع شده‌است.